# Лонстон Елиот
Лонстон Елиот (енгл. Launceston Elliot; Бомбај, 9. јун 1874 — Мелбурн, 8. август 1930) је био шкотски дизач тегова, рвач, гимнастичар и атлетичар, који је учествовао на Олимпијским играма 1896. у Атини. Први је освајач златне медање на олимпијским играма за Уједињено Краљевство.
Рођен је у Индији, где је живео до своје тринаесте године, када се са породицом преселио у Енглеску. Као дечак се дивио Еугену Сандову, који се сматра оснивачем модерног бодибилдинга. Почео је да тренира и убрзо је почео да учествује на такмичењима у дизању тегова.
На Олимпијским играма 1896. у Атини, такмичио се у четири спорта. Највише успеха је постигао у дизању тегова. У првом такмичењу дизање тегова са две руке главна борба је вођена између њега и Вига Јенсена из Данске. Оба такмичара су остварила исти резултат, подигавши тежину од 111,5 кг. Одлуку о победнику је донео Принц Ђорђе, син грчког краља Ђорђа I, на основу приказане форме оба такмичара. За победника је прогласио Вига Јенсена. Званичници из делегације Уједињеног Краљевства су се жалили на одлуку, јер су је сматрали пристрасном. Принц Ђорђе је био унук данског краља Кристијана IX. Тражили су да оба такмичара добију по још један покушај, па да онај који оствари бољи резултат у последњем покушају буде проглашен победником. Њихова жалба је била одбијена. Јенсен је зарадио повреду у овој дисциплини и то га је спречило да пружи максимум на такмичењу у једноручном дизању тегова. То је Елиот искористио и освојио златну медаљу, а овога пута Јенсену је припало сребро.
Такмичио се и у трци на 100 м, где није успео да дође до финала. У својој квалификационој групи био је трећи, иза американца Томаса Кертиса и грка Александроса Калкокондилиса.
У рвању је поражен у првој борби, од немца Карла Шумана. У гимнастици се такмичио у пењању уз конопац. Његов резултат није остао забележен али је познато да је такмичење завршио као последњи од пет пријављених гимнастичара.
Учествовао је и на Олимпијским играма 1900. у Паризу. На програму игара није било дизања тегова, па се он такмичио у бацању диска. Заузео је једанесто место. Од 1905. је прешао у професионалце.
По завршетку каријере, повукао се на своју фарму, на којој је провео неколико година. У Мелбурн се преселио 1923. године, где је остао све до своје смрти. Преминуо је после дуге болести.